# Minami-ku (Kyōto)
Minami-ku (japanisch 南区, deutsch „Südbezirk“) ist einer von 11 Stadtbezirken (ku) von Kyōto, Japan.

## Geschichte
Der Stadtbezirk wurde am 1. September 1955 eingerichtet, indem er von Shimogyō-ku abgetrennt wurde.

## Geografie
Minami-ku wird annähernd von den Flüssen Kamo im Osten und Katsura im Westen sowie von der Hachijōstraße und der JR Kyoto-Bahnlinie im Norden und der Meishin-Autobahn im Süden begrenzt.

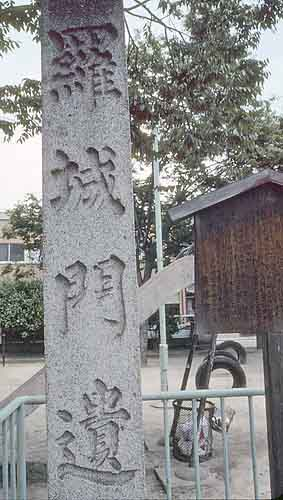
Ein Gedenkstein an dem Ort des ehemaligen Tores Rajōmon, nach dem der berühmte Film Rashomon von Akira Kurosawa benannt ist

Der Süden Kyotos einschließlich Minami-ku wird gelegentlich auch Rakunan genannt. Es ist die einzige Seite, an der Kyoto nicht von Bergen umgeben ist, was sie zum traditionellen Zugangsbereich der Stadt macht.
Minami-ku ist der am stärksten von Arbeitern geprägte Bezirk Kyotos. Außerdem lebt hier eine bedeutende koreanische Bevölkerungsgruppe, die als Zainichi bezeichnet wird. Dies gilt besonders für das Viertel Higashi-Kujō (Ost-Kujō), den Bereich um die Kujō-Straße vom Bahnhof Tōji bis zum Kamo.

## Sehenswürdigkeiten
Touristisch ist der Bezirk wenig erschlossen. Minami-ku besitzt relativ wenige Sehenswürdigkeiten, zumindest für die Verhältnisse von Kyoto, das sonst sehr viele Tempel, Schreine und historische Plätze aufweist. Bedeutend sind allerdings das ehemalige Rajōmon, das der südliche Eingang zur Stadt war, und der Tempel Tō-ji, an dem der Mönch Kūkai lehrte.